# March of the Pigs
«March of the Pigs» (в переводе с англ. — «Марш свиней») — песня американской индастриал-рок-группы Nine Inch Nails, первый сингл из их второго студийного альбома The Downward Spiral, выпущенный в феврале 1994 года; седьмой официальный релиз NIN по системе нумерации Halo.

## О сингле
Песня «March of the Pigs» имеет необычный метр, в котором чередуются такты 7/8 с 4/4. Также на задней стороне обложки сингла указано, что «March of the Pigs» имеет темп 269 уровня. Из-за своего необычного и агрессивного звучания, песня пользуется популярностью у слушателей и часто исполняется на концертах. «March of the Pigs» является одной из самых коротких композиций Nine Inch Nails, с продолжительностью чуть менее трёх минут.
Американская версия сингла содержит заглавную песню, ремикс на неё, два ремикса на песню «Reptile» с The Downward Spiral и внеальбомный инструментальный трек «A Violet Fluid». В Великобритании «March of the Pigs» выходил в двух различных изданиях: в первом были представлены зацензуренная версия заглавной песни, ремикс на неё, песня «Big Man With a Gun» и вышеупомянутая «A Violet Fluid», второе издание содержало обычную версию заглавной песни и два ремикса на «Reptile».
Спустя тринадцать лет после релиза сингл дебютировал на 9-й строчке канадского чарта, поднявшись потом до 6-й строчки. 

Кадр из клипа «March of the Pigs»

## Видеоклип
Видеоклип был снят Питером Кристоферсоном в марте 1994 года. В видео показана группа Nine Inch Nails исполняющая композицию «March of the Pigs». Происходящее в клипе похоже на репетицию группы. При этом Трент Резнор ведёт себя агрессивно, постоянно кидая микрофон и толкая остальных музыкантов. В клипе песня исполняется в живую.

## Список композиций

### CD (США)
1. «March of the Pigs» — 2:58
2. «Reptilian» — 8:39
3. «All the Pigs, All Lined Up» («March of the Pigs» remix) — 7:25
4. «A Violet Fluid» — 1:05
5. «Underneath the Skin» — 7:13

### CD 1 (Великобритания)
1. «March of the Pigs (clean version)» — 3:03
2. «All the Pigs, All Lined Up» — 7:25
3. «A Violet Fluid» — 1:03
4. «Big Man With a Gun» — 1:36

### CD 2 (Великобритания)
1. «March of the Pigs (LP version)» — 2:58
2. «Underneath the Skin» — 7:14
3. «Reptilian» — 8:39

## Позиции в чартах
| Чарт (1994)                   | Высшая позиция |
| ----------------------------- | -------------- |
| Австралия                     | 98             |
| Канада                        | 20             |
| Великобритания                | 45             |
| США (Billboard Hot 100)       | 59             |
| США (Hot Dance Singles Sales) | 5              |

| Чарт (2007) | Высшая позиция |
| ----------- | -------------- |
| Канада      | 6              |

## Дополнительные факты
- Клип «March of the Pigs» показан в одном из эпизодов мультсериала «Бивис и Баттхед».
- В 2006 году рок-группа Mae записала кавер-версию на композицию «March of the Pigs».